# Olena Krîvîțka
Olena Serhîivna Krîvîțka (ucraineană Олена Сергіївна Кривицька; n. 23 februarie 1987, Rostov, RSFS Rusă, URSS) este o scrimeră ucraineană specializată pe spadă.
A participat la Jocurile Olimpice de vară din 2012. A fost eliminată în tabloul de 32 de românca Anca Măroiu. La proba pe echipe, Ucraina a fost învinsă de Rusia în sferturile de finală și s-a aflat pe ultimul loc după meciurile de clasament.
La Campionatul Mondial de Scrimă din 2015, echipa Ucrainei a ajuns în semifinală, unde a pierdut cu România. A dispus de Franța în „finala mică”, cucerind medalia de bronz.

## Legături externe
- Prezentare Arhivat în 16 ianuarie 2013, la Wayback Machine. la Confederația Europeană de Scrimă
- en Olena Krîvîțka la Olympedia.org